# Jasień (gmina Chmielnik)
Jasień – wieś w Polsce położona w województwie świętokrzyskim, w powiecie kieleckim, w gminie Chmielnik.
| SIMC    | Nazwa   | Rodzaj    |
| ------- | ------- | --------- |
| 0234809 | Jamki   | część wsi |
| 0234815 | Kolonia | część wsi |

W latach 1975–1998 miejscowość należała administracyjnie do województwa kieleckiego.